# Misticetos
Os Misticetos (Mysticeti), baleias-de-barbas ou baleias-de-barbatana são um grupo monofilético que pertence à ordem Cetacea, a qual compreende animais terrestres que, ao longo da evolução, retornaram ao ambiente aquático, tendo esse retorno sido marcado pela mudança gradual da posição das narinas. Nos primeiros cetáceos, as narinas estavam localizadas próximas à extremidade do focinho e, à medida que esses animais foram se adaptando cada vez ao ambiente aquático, a seleção natural favoreceu os organismos com ossos nasais mais retraídos e aberturas nasais mais próximas ao topo do crânio.
Há dois grupos de cetáceos viventes: misticetos (cetáceos com barbas/barbatanas) e odontocetos (cetáceos com dentes), tendo a divergência entre eles ocorrido, a partir de um ancestral comum arqueoceto há cerca de 35 Ma, segundo o registro fóssil, e entre 30.5–35Ma, segundo dados moleculares.
Os misticetos, apesar de serem caracterizados como portadores de barbatanas, incluem espécies fósseis que possuíam dentes.

## Sinapomorfias
As sinapomorfias que distinguem misticetos e odontocetos envolvem as seguintes características do crânio:
- Processo descendente da maxila como uma ampla placa abaixo da órbitas oculares
- Face alongada, separando o processo zigomático da porção rostral da maxila
- Parte posterior do vômer exposta na base do crânio (basicranium), recobrindo as suturas basisfenóide e basioccipital
- Distinto ou bem desenvolvido processo hamular dos pterigóides
- Crista basioccipital larga em comparação com odontocetos

## Aspectos Anatômicos

### Crânio
Tanto nos misticetos quanto nos odontocetos o crânio é usualmente desproporcional ao resto do corpo quando comparados a outros mamíferos. No entanto, nos misticetos, as partes ósseas posteriores tendem a se sobrepor às anteriores, diferentemente dos odontocetos, nos quais ocorre o inverso. Os maxilares, em sua margem posterior, encostam no processo supra-orbital dos ossos frontais, mas não se sobrepõem como ocorre nos odontocetos.
Os misticetos são comumente caracterizados por possuírem crânios simétricos e audição em baixa frequência, diferentemente dos odontocetos, os quais possuem crânios assimétricos e possuem audição em alta frequência, o que permite o uso de ecolocalização ultrassônica na detecção de alvos no ambiente. A perda da audição em alta-frequência nos misticetos do Oligoceno tem sido relacionada à transição para a alimentação por predação massiva com o uso das barbatanas.

### Barbas/Barbatanas
As barbas ou barbatanas são compostas por filamentos queratinizados e apresentam a função de reter as presas enquanto a água é expelida pelas laterais da boca. Acredita-se que tenham surgido  como adaptação à alimentação durante o Oligoceno (33.9-23 Ma) e ocorreu em virtude de pressões evolutivas  devido a mudanças no zooplâncton durante a reestruturação do ecossistema marinho.
O registro fóssil aponta que misticetos com barbatanas e sem barbatanas coexistiram e que a transição para filtração foi acompanhada por um aumento no tamanho corpóreo, especialmente da cabeça, associado a uma  maior capacidade de filtração.

### Apêndices peitorais
Com relação aos apêndices peitorais, nos cetáceos, em geral, os ossos rádio e ulna são curtos e fusionados ao cotovelo, na região final do úmero, formando uma estrutura imóvel e rígida, diferentemente dos mamíferos terrestre típicos. Nos misticetos, alguns gêneros possuem 5 dígitos e outros 4, podendo o dígito faltante ser o primeiro ou o terceiro.

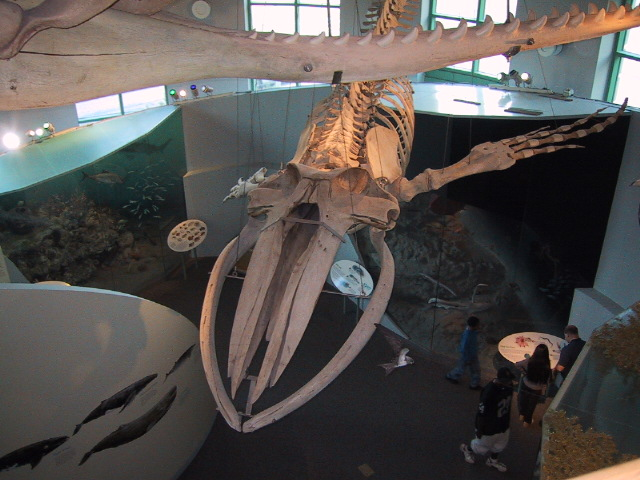
Ossos rádio e ulna fusionados ao cotovelo, formando uma estrutura imóvel e rígida

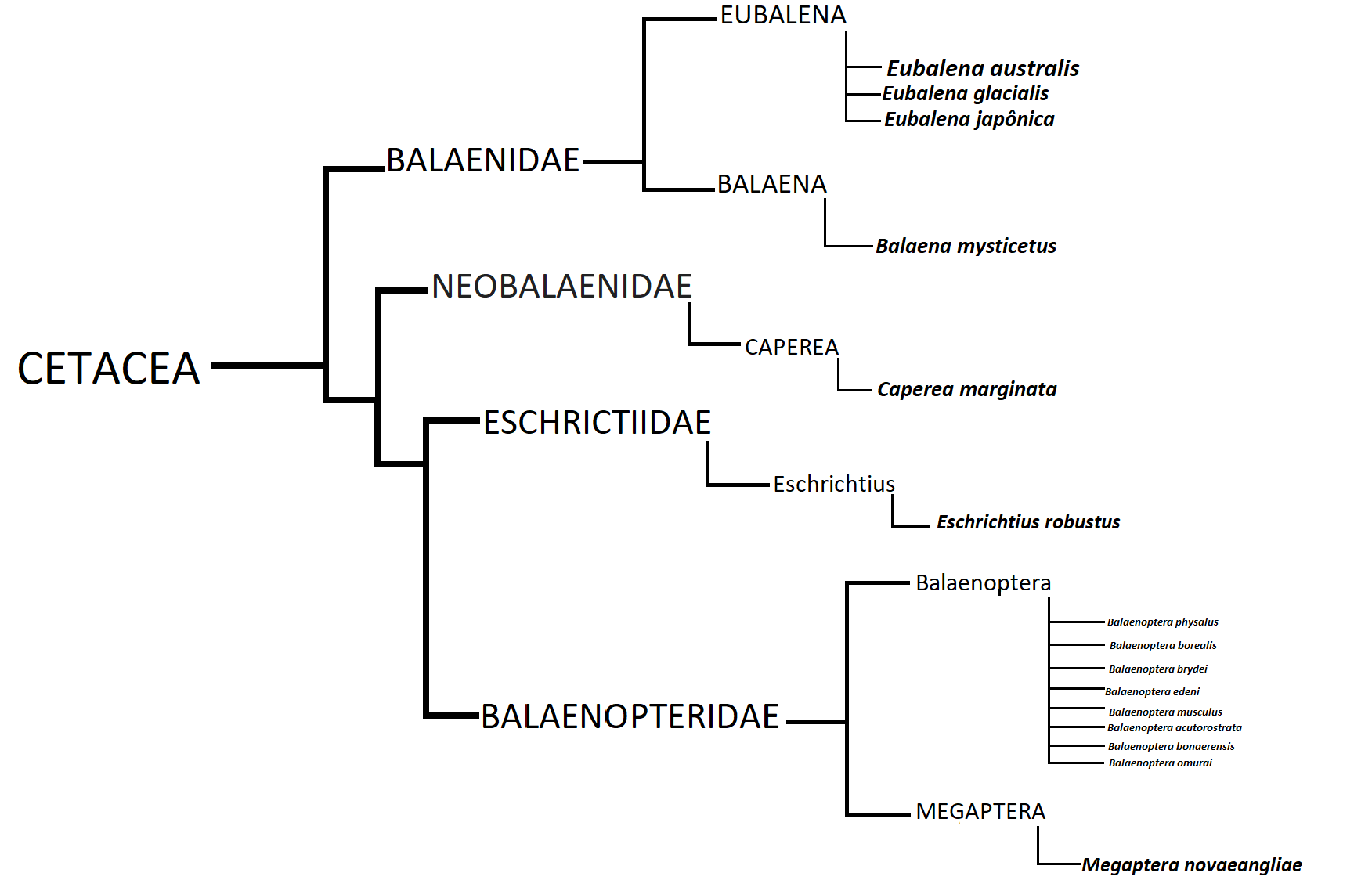
Todas as famílias de misticetos vivas

### Apêndices pélvicos
Com relação aos ossos pélvicos, os arqueocetos apresentavam os ossos pélvicos separados da vértebra sacral e nos cetáceos modernos há resquícios da cintura pélvica. Os ossos remanescentes variam entre as espécies, sendo que algumas possuem apenas ossos pélvicos, outras ossos pélvicos e fêmur, outras incluem também tíbia e mesmo tornozelo, pés e dedos. Na maioria, no entanto, esses ossos ficam contidos dentro do corpo.

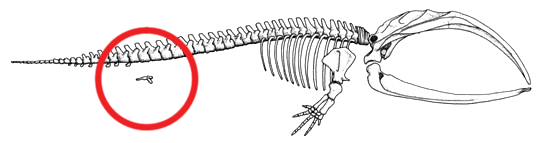
Apêndices pélvicos

Os ossos pélvicos dos misticetos diferem dos observados em odontocetos. Em geral, ambos são alongados, porém são colunares nos odontocetos e triangulares nos misticetos, e, além disso, nos misticetos a pélvis das fêmeas é mais larga do que nos machos, sendo observado o oposto nos odontocetos.

## Filogenia
Trata-se de um grupo de cetáceos, os quais estão incluídos na ordem dos cetartiodactyla.
As espécies fósseis que possuíam dentes são agrupadas nas famílias Aetiocetidae, Llanocetidae e Mammalodontidae, enquanto que os misticetos com barbatanas são agrupados no clado Chaeomysticeti, o qual inclui diversas linhagens extintas e atuais.
O grupo diverso e não monofilético "Cetotheriidae" abrange misticetos de pequeno a médio porte que datam da transição entre Oligoceno e Plioceno  e inclui espécies que foram agrupadas em conjunto por não se encaixarem nas linhagens atuais.

### Hipóteses filogenéticas

#### Hipóteses de Miller, Cabrera e Kellog
Atualmente, os misticetos com barbatanas são classificados em 5 famílias, 4 das quais têm representantes existentes: os Balaenopteridae, representados por rorquais e baleias-jubarte; os Balaenidae conhecidos como baleias-francas; os Eschrichtiidae ou baleia-cinza; os Neobalaenidae conhecidos como baleias-francas-pigmeias. A 5ª família é a única família exclusivamente fóssil de misticetos de barbatanas, os "Cetotheriidae".
Muitas características morfológicas presentes no crânio e na mandíbula dessas baleias permitem distinções entre os mecanismos de alimentação, tais como: morfologia do rostro, interdigitação dos ossos rostral e cranial, morfologia do processo coronóide, morfologia do processo angular e dentes superiores.
Em 1923, Miller definiu o grupo Cetotheriidae s.l. – Eschrichtiidae (Eschrichtius robustus) como o grupo-irmão dos Balaenopteridae, com os Cetotheriidae s.l. como o grupo incluindo Cetotherium e os gêneros relacionados. Ele baseou sua hipótese no fato de que Eschrichtiidae e Cetotheriidae s.l. compartilham 2 caracteres cranianos com Balaenopteridae. Primeiro, a telescopagem de seu crânio induz a interdigitação dos ossos rostrais (maxilas, pré-maxilares e nasais) e cranianos. Em segundo lugar, os nasais e os processos posteriores dos pré-maxilares se estendem posteriormente à linha que une os processos pré-orbitais dos frontais. Miller baseou a distinção de Cetotheriidae s.l. de Eschrichtiidae e Balaenopteridae no fato de que o processo supraorbital do frontal desce gradualmente para baixo e para fora do nível dorsal da região infraorbital em Cetotheriidae s.l., enquanto desce abruptamente nos demais.
Em 1926, Cabrera propôs uma divisão em 2 grupos de Cetotheriidae s.l. O primeiro grupo consistia em táxons fósseis nos quais os ossos rostrais se interdigitam com os ossos cranianos. Este caracter é, na verdade, o primeiro critério de Miller para sugerir que Cetotheriidae s.l.está mais relacionado aos Balaenopteridae e Eschrichtiidae em vez de Balaenidae e Neobalaenidae. Como esse caráter particular está presente em Cetotherium e gêneros relacionados, este primeiro subgrupo de Cetotheriidae s.l. constituiria a família Cetotheriidae s.s. Este nome de família seria baseado em Cetotherium Brandt, 1843, o primeiro gênero descrito incluído no grupo. No crânio dos outros Cetotheriidae s.l., o grau de telescopagem do crânio não é tão alto quanto nos Balaenopteridae. Assim, os ossos rostral e craniano não se interdigitam. Em vez disso, a sutura entre esses ossos é sub-retilínea. Entre todos os gêneros de fósseis de baleias de barbatanas com esse caráter, Cabrera fez uma distinção entre aquelas cujo vértice não é elevado, como Plesiocetus, Mesocetus e Metopocetus, e aquelas cujo vértice é altamente elevado, especialmente Heterocetus (Beneden 1880). Mas este último caractere parece extremamente subjetivo, uma vez que Cabrera não deu uma medida para determinar o que eles queria dizer por vértice elevado ou não elevado.
Em 1928, Kellogg propôs que a sutura sub-retilínea dos ossos rostral e cranial observada nos crânios de Balaenidae se origina do mesmo caráter presente em alguns Cetotheriidae s.l. e então que a interdigitação desses ossos observada em Cetotherium e gêneros relacionados poderia ter levado à morfologia dos Balaenopteridae.

#### Outras hipóteses
Neobalaenidae juntamente com Balaenidae são consideradas irmãs de Escherichtiidae e Balaenopteridae. No entanto, estudos recentes têm apontado Neobalaenidade como sendo o último "Cetotheriidae" vivente e que, portanto, a classificação deveria ser revista
Apesar da abundância de dados genéticos, morfológicos e fósseis, bem como altas porcentagens de bootstrap e suporte de ramos, as relações filogenéticas dos Mysticeti mais derivados permanecem controversas. Recentemente foi realizada uma reordenação da taxonomia de Mysticeti, baseada em dados do genoma mitocondrial, e que propôs uma  nomenclatura completamente revisada para Mysticeti. No entanto, esta tem sido considerada prematura.

### Famílias
Há, na atualidade, 14 espécies viventes, as quais são agrupadas em 2 superfamílias (Balaenoidea e Balaenopteroidea) e 4 famílias (Balaenopteridae, Balaenidae , Neobalaenidae e Eschrichtiidae).
Balaenoidea inclui as famílias Balaenidae e "Cetotheriidae" (existinta),  enquanto Balaenopteroidea inclui as famílias Balaenopteridae e Escherichtiidae, sendo Escherichtiidae grupo-irmão de Balaenopteridae.

#### Balaenopteridae
É a maior família, com oito espécies e dois gêneros, tem como representante mais famoso a baleia jubarte (Megaptera novaeangliae) e a baleia azul (Balaenoptera musculus). São baleias que podem chegar a mais de vinte metros de comprimento, como a baleia-fin (Balaenoptera physalus) ou menos de quinze metros, como a baleia de Bryde (Balaenoptera edeni). Além disso, podem ocorrer em todos os oceanos, desde águas tropicais a altas latitudes, como a baleia-sei (Balaenoptera borealis), ou fazerem pequenas migrações sazonais, como a baleia de Bryde.

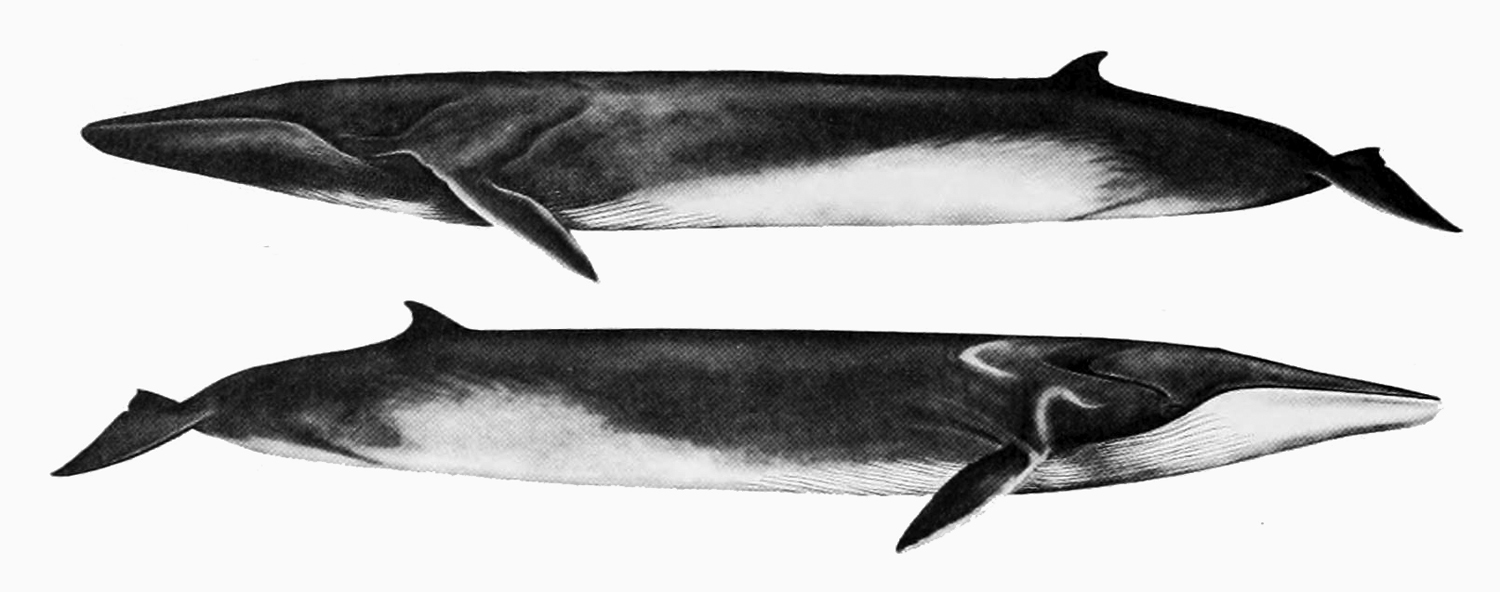
Coloração assimétrica de baleia-fin

Os indivíduos dessa família ficam maduros sexualmente por volta dos dez anos de idade, a reprodução ocorre em locais específicos para cada espécie, logo é necessário migração, mesmo que pequena, geralmente o período reprodutivo ocorre no inverno e o período de lactação dura por volta de dez meses.
A alimentação destes animais é principalmente baseada em crustáceos pelágicos, como copépodes e krills, mas há ainda espécies, como a baleia de bryde que se alimentam de peixes epipelágicos que vivem em cardumes, como sardinhas e anchovas. O período de alimentação ocorre geralmente no verão.

#### Balaenidae
Balaenidae é uma família de cetáceos que podem chegar à 18 m de comprimento e pesando até 100 toneladas, suas cabeças tomam 1/3 do seu tamanho. São divididas em 2 gêneros Eubalaena e Balaena, respectivamente as espécies são E. australis (Baleia-franca-austral), E. glacialis (Baleia-franca-do-Norte), E. japônica (Baleia-franca-do-Pacífico) e B. mysticetus (Baleia-da-Groenlândia). Em específico as do gênero Eubalaena, possuem pedaços de pele mais grossa na região da cabeça chamadas de calosidades, que podem ter uma cor branca e amarelada por habitarem pequenos crustáceos conhecidos como “cyamus”. O esguicho em forma de “V” é resultante do ar expelido rapidamente através de dois orifícios respiratórios. Encontradas geralmente em águas de regiões temperadas e polares, são vistas em regiões costeiras em época de reprodução.

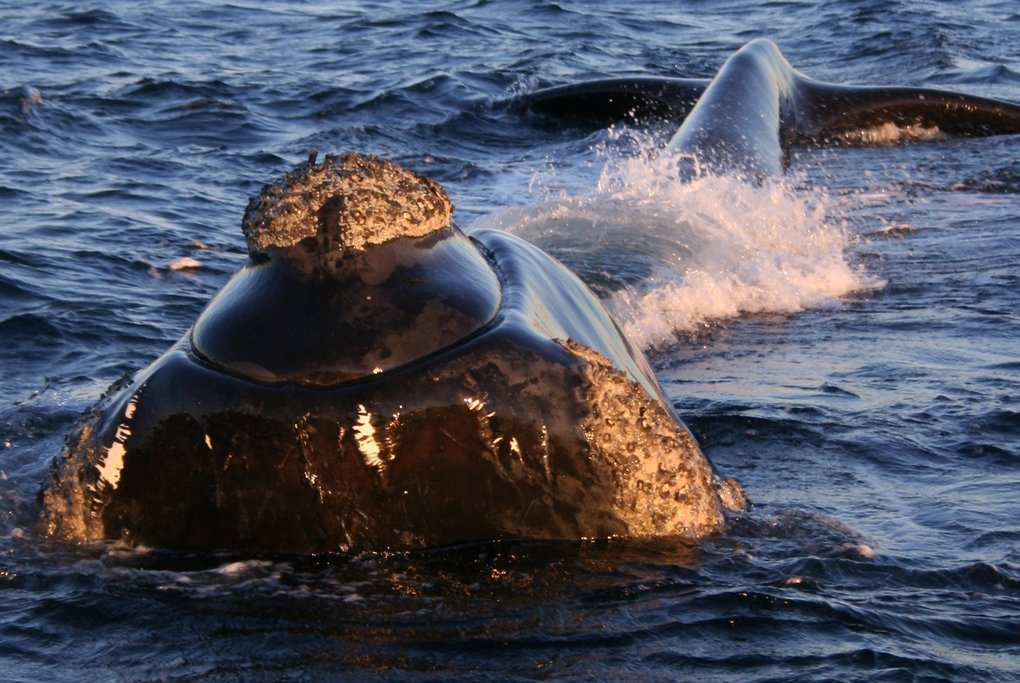
Eubalaena australis

#### Eschrichtiidae
A família Eschrichtiidae é datada do Pleistoceno e há apenas 1 espécie vivente, Eschrichtius robustus, conhecida popularmente como baleia cinzenta, as quais são encontradas apenas na parte norte do oceano Pacífico.

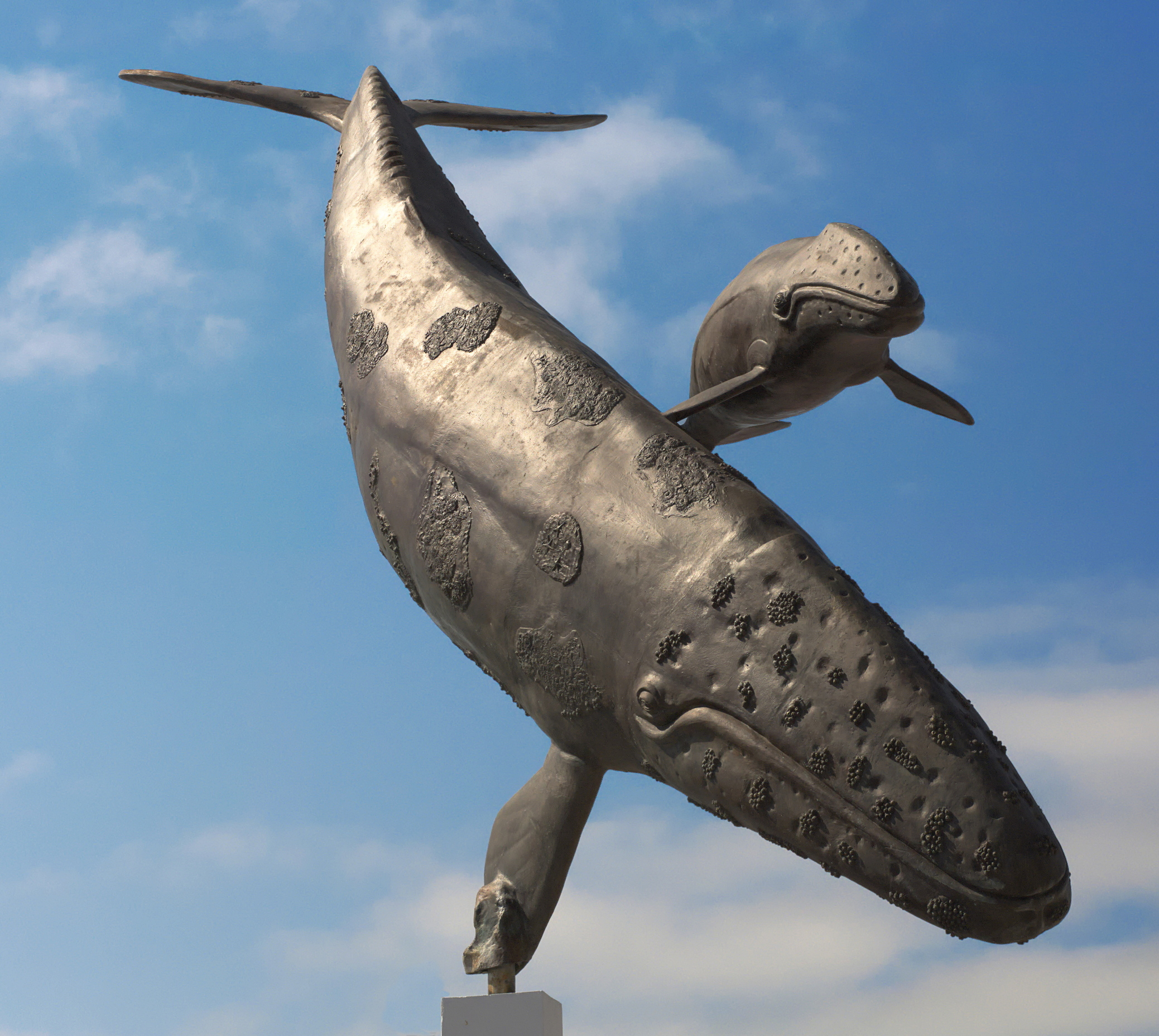
Estátua de Eschrichtius robustus no México

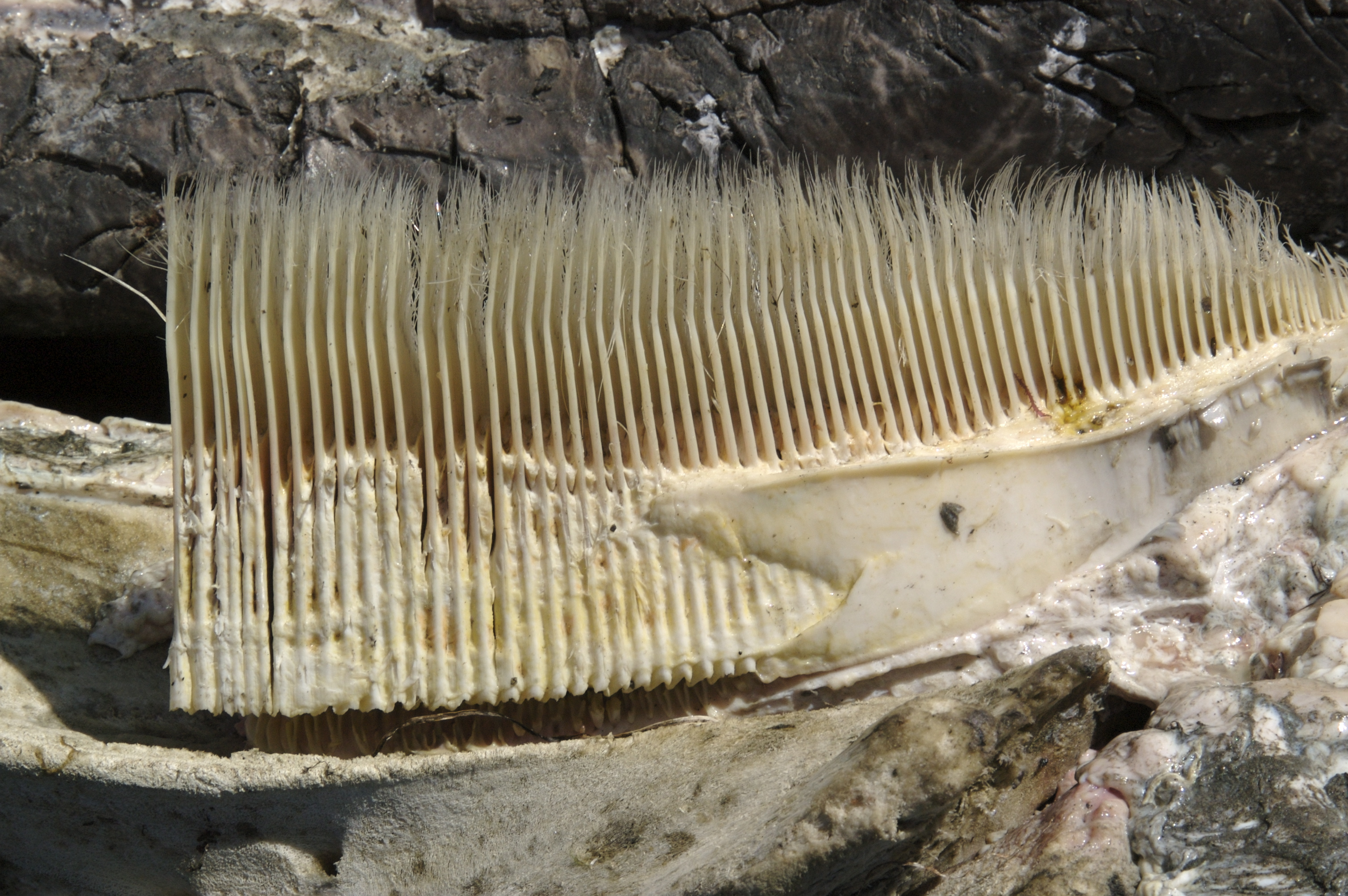
Barbatanas de baleia cinzenta

As baleias cinzentas não possuem nadadeira dorsal e são caracterizadas por uma pequeno arqueamento dorsal seguido por uma série de saliências medianas dorsais e, além disso, possuem a garganta com 2 a 4 sulcos e poucas barbatanas, as quais são grossas e brancas. Uma característica única dessa espécie é a presença de tuberosidades occipitais pareadas na porção posterior do crânio para a inserção de músculos que originam a região do pescoço.

#### Neobalaenidae
Este grupo é representado pelas baleias-francas-pigméias (Caperea marginata e Miocaperea pulchra). A origem deste grupo data do final do Mioceno.

## Comportamento
Os misticetos apresentam um comportamento migratório sazonal dependente das estações do ano, como no inverno quando algumas baleias migram em direção ao sul e outras para o norte, geralmente são indivíduos solitários que se agrupam durante o período de reprodução e alimentação. As baleias são capazes de se orientarem através de um sonar subaquático, usando sons na faixa de 100 a 200 Hz para comunicação de longa distância, e pelas linhas do campo magnético da Terra, uma característica comportamental social entre elas é de um cardume ser guiado por um líder, caso este animal perca a orientação é possível que ocorra o encalhamento de todos os outros animais do grupo.

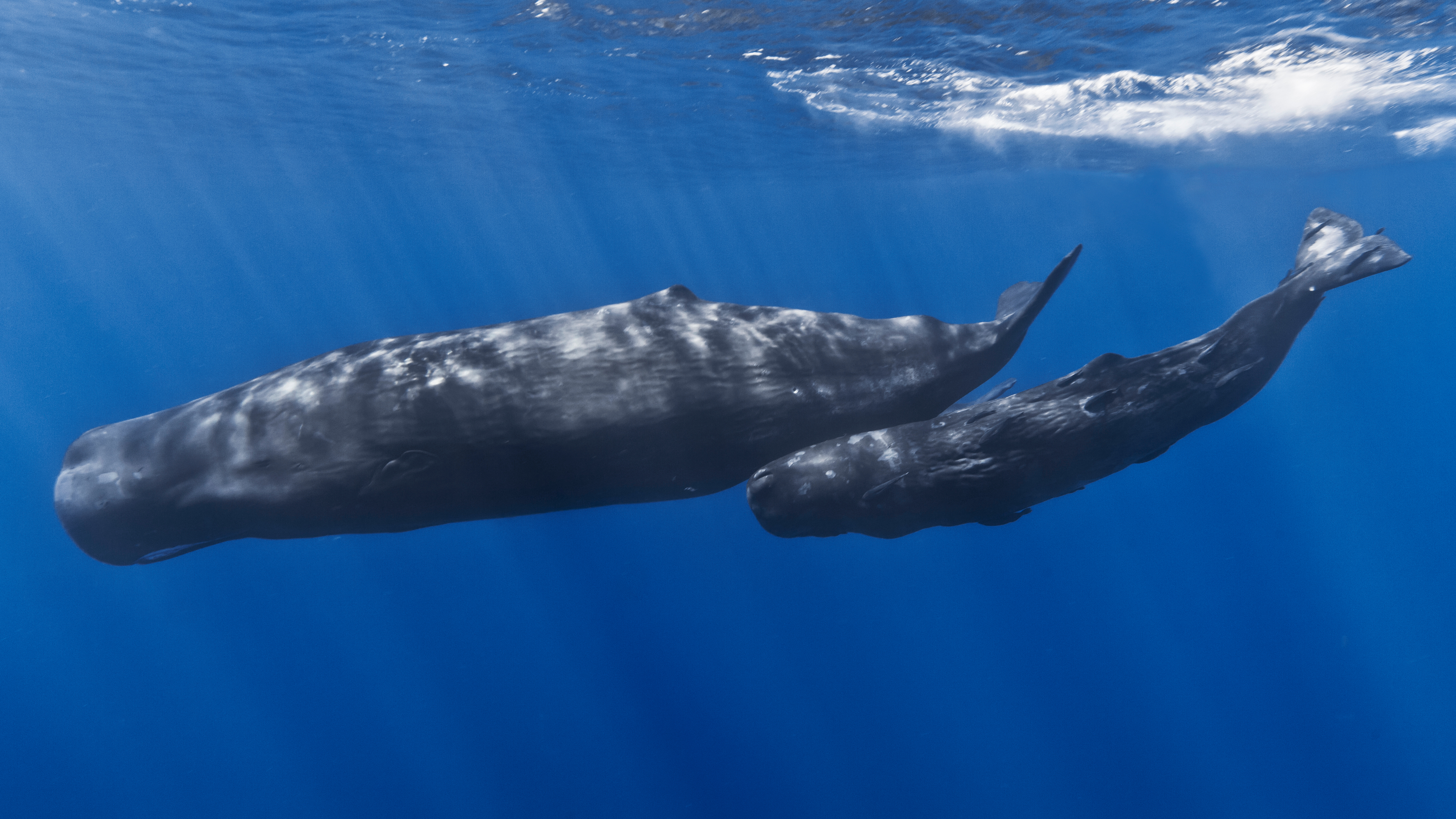
Cachalote fêmea e seu filhote (Cachalotes não são misticetos)

Quanto ao comportamento reprodutivo da espécie Eubalaena australis (Baleia-franca-austral) ocorre com diversos machos em torno de uma única fêmea, podendo-se considerar uma reprodução poliândrica, onde a fêmea se posiciona na superfície com o ventre para cima tentando evitar a cópula. Em geral, no primeiro ano de vida, os filhote recebem uma extrema atenção por parte das fêmeas, na fase de amamentação, até se tornarem indivíduos independentes.

## Conservação
Várias espécies de misticetos estão na lista nacional e em diversas listas internacionais de animais em ameaça de extinção. Embora a conservação dos misticetos seja notavelmente problemática devido a maturação sexual tardia, intervalos longos entre as crias e um filhote por parição, o que leva a baixas taxas intrínsecas de crescimento populacional. a geração de conhecimento a cerca destes animais, como o entendimento do uso do habitat e seu deslocamento no mesmo é de fundamental importância e crítica para a conservação e minimização das potenciais ameaças.
No Brasil foram descritas oito espécies de misticetos, sendo quatro delas pertencentes à lista da fauna brasileira ameaçada de extinção. As principais espécies encontradas no Brasil são: Baleia-jubarte (Megaptera novaeangliae), Baleia-franca (Eubalaena australis), Baleia-de-bryde (Balaenoptera edeni) e Baleia-minke-comum (Balaenoptera acutorostrata).

### Caça
A caça das grandes baleias foi tão extrema que a recuperação pode inclusive estar comprometida por fatores demográficos e genéticos. Entre os misticetos mais pescados, em primeiro lugar, podemos mencionar a baleia-jubarte, a baleia-cinzenta e as baleias-francas, para as quais foi estimada, na década de 60 no hemisfério sul, uma população entre 140 mil a 191 mil indivíduos. Já na década de 70 esse número caiu para uma estimativa de 37 mil indivíduos. Posteriormente, com o declínio das populações, as baleias mais pescadas passaram a ser baleias mais esquivas, como a baleia-minke, a baleia-de-bryde, baleias azul, com isso estima-se que cerca de 360 mil baleias tenham sido caçadas no período entre 1904 até 1979. As baleia-fin, devido sua estreita ligação com a baleia-azul, foram altamente caçadas, sendo que cerca que 30 mil indivíduos foram capturados nos períodos de 1935 e 1970. Atualmente, acredita-se que existam apenas 24 mil indivíduos.
A Comissão Baleeira Internacional (CIB), devido ao declínio de muitas populações de grandes baleias na década de 60, passou a  proteger e proibir a caça de baleias-azul, as quais chegaram ser declaradas extintas nesta mesma década. A CIB também declarou a suspensão da caça a baleias-de-bryde em 1986. Entretanto havia alguns países que se recusavam a cumprir as determinações da CIB, como a União soviética que caçou a baleia-azul até o ano de 1972.
A pesca baleeira no Brasil teve início no século no século  XVII, na Bahia, e no século XVIII as principais armações passaram a se concentram no Rio de Janeiro, São Paulo e  Santa Catarina. Já no século XIX, a caça comercial de baleias na Paraíba foi explorada pela empresa Companhia de Pesca do Norte do Brasil (Copesbra) a partir de 1911 e teve fim com a proibição, em 20 de dezembro de 1985, quando o então presidente José Sarney assinou o decreto-lei nº 92.185 que previa uma moratória à caça a princípio por cinco anos.
Mesmo que a caça tenha diminuído consideravelmente devido a mudança de hábitos das populações humanas e proibições, ela não foi completamente eliminada e, além disso, os problemas com a conservação vão muito além da caça. Atualmente os impactos da ação antrópica nos hábitos oceânicos de misticetos e nos seus habitats são tão relevantes quanto a caça.

### Poluição
A poluição sonora de baixa frequência no ambiente marinho, causada pelo tráfego, tanto de turismo, como de pesca afetam os misticetos, em geral, já que eles utilizam baixa frequência para se comunicarem, e no comportamento social. O tráfego de embarcações de turismo de observação de baleias pode, também, alterar o comportamento do animais, por exemplo, afetar rotas migratórias. Além disso, pode haver impactos também no habitat e na fisiologia, já que níveis elevados de hormônio do stress foram encontrado no sangue de animais que sofreram perturbações. Sem contar os problemas envolvendo colisões entre cétáceos e embarcações.
A poluição por derramamento de contaminantes químicos tóxicos e de lixo no mar, seja oriundo de embarcações ou do continente. Esses tipos de poluentes podem provocar a morte dos cetáceos por ingestão, enforcamento ou afogamento.

### Pesca
Outro impacto importante é a sobrepesca de recursos pesqueiros, que causa desequilíbrios no ecossistema e diminui a disponibilidade de presas, afetando a nutrição desses animais. Além disso, a pesca pode ou não ter impactos negativos diretos, mas dentre os impactos negativos diretos, pode-se listar injúrias, retaliações e morte. Há registros de baleias-jubarte e baleias-de-minkes sendo pescadas acidentalmente por rede de emalhar de malha larga. Também há risco na pesca de arrasto e de espinhel. Os animais pescados acidentalmente, por poderem ser utilizados como isca ou consumo humano, passam a ser subproduto da pesca. Alguns aparelhos que emitem determinadas faixas de som vem sido testadas para impedir a interação das baleias com a pesca, entretanto os resultados não têm sido satisfatórios.